# Landnámabók

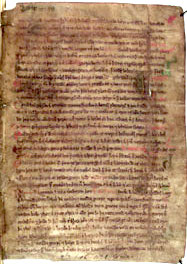
O paginǎ din Landnámabók

Landnámabók (în română Cartea așezării) este cel mai important izvor de informații privind colonizarea Islandei.

## Istorie
În elaborarea Landnámabók autorul a subliniat lista genealogicǎ a primilor coloniști, majoritatea din ei de origine norvegiană. În ciuda unor inexactități, cartea are o importanță istorică mare. În Landnámabók sunt enumerați primii 400 de migratori scandinavi, care au debarcat pe țǎrmurile Islandei, între anii 850 și 930. Împǎrțirea pământului între coloniști fiind aranjatǎ geografic. Autorul de asemenea a subliniat frontierele primelor localități islandeze, a enumerat caracteristicile coloniștilor în biografii, a subliniat strămoșii și descendenții până în secolul al XI-lea. La momentul în care fost scrisǎ cartea, în Islanda trǎia deja a cincea generație de migratori. Cartea a fost scrisă în secolul al XI-lea de cǎtre savantul islandez Ari Þorgilsson (1067-1148).